# محوطه قاسم‌آباد ۲
محوطه قاسم‌آباد ۲ مربوط به دوره اشکانیان است و در شهرستان ایرانشهر، بخش بمپور، دهستان بمپور غربی، ۲ کیلومتری جنوب غرب روستای قاسم‌آباد واقع شده و این اثر در تاریخ ۲۷ اسفند ۱۳۸۶ با شمارهٔ ثبت ۲۲۶۳۷ به‌عنوان یکی از آثار ملی ایران به ثبت رسیده است.